# Charles Lavigerie
Charles Martial Allemand Lavigerie (Huire bij Bayonne, 31 oktober 1825 – Algiers, 26 november 1892) was een Frans kardinaal, aartsbisschop van Algiers (patriarch van Carthago) en primaat van Afrika. Hij was in 1868 oprichter van de missiecongregatie der Witte Paters.

## Levensloop
Lavigerie studeerde aan het bisschoppelijk seminarie van Larressore, met verdere studies in de seminaries van St.-Nicolas-du-Chardonnet en St.-Sulpice in Parijs. Hij werd priester gewijd in 1849 en studeerde verder, aan de École des Carmes en aan de Sorbonne. Hij werd bevorderd tot doctor in de letteren (1850) en in de theologie (1853), een paar jaar later aangevuld met een Romeins doctoraat in beide rechten.

## Hoogleraar en bisschop
In 1853 werd hij kapelaan van de Sainte-Genevièvekerk in Parijs. In 1854 werd hij docent kerkgeschiedenis aan de Sorbonne en in 1857 hoogleraar. Hij speelde een leidende rol in de organisatie van katholieke studentenverenigingen en voor het omhalen van fondsen voor de Oosterse scholen in Noord- en Midden-Afrika. In 1856 vertrok hij naar Syrië om er de opgehaalde gelden te verdelen en de scholen vorm te geven. Hij leerde er de islam en de Arabische wereld kennen.
In 1861 werd hij benoemd aan de Romeinse Rota en in 1863 werd hij bisschop van Nancy, de jongste bisschop van Frankrijk. Hij stichtte onmiddellijk colleges in Vic-sur-Seille, Blamont en Luneville, een hoger instituut voor priesterstudenten, een studentenhuis voor studenten in de rechten. Hij voerde een herinrichting door van de bisschoppelijke curie en publiceerde een "Recueil des Ordonnances épiscopales statuts et règlements du diocèse de Nancy".

## Missionaris
In 1867 werd hij aartsbisschop van Algiers en wijdde zich voortaan volledig aan de verspreiding van het christendom in Afrika.
In 1868 stichtte hij de Sociëteit van de Missionnarissen van Afrika, beter bekend als de Witte Paters. Het jaar daarop stichtte hij een zustercongregatie. Zijn voornaamste instructies om de geloofsverkondiging bij de Afrikaanse bevolking te kunnen succesvol aanpakken waren: U spreekt hun taal – u eet zoals zij – u kleedt u zoals zij. De paters droegen derhalve de gandourah, de burnous en de chéchia, met daarop een rozenkrans als religieus onderscheidingsteken.
Toen Lavigerie overleed, waren er 278 Witte Paters, werkzaam in zes Afrikaanse regio's: Algerije, Tunesië, Oeganda, Tanzania, Congo en Zambia. Er volgden verschillende duizenden leden van de beide congregaties, tot op heden.

## Primaat van Afrika
In 1881 werd hij ook bisschop van het nieuw opgerichte bisdom Carthago in Tunesië. Hij werd tevens apostolisch afgevaardigde voor de Sahara en Zuid-Soedan.
Hij kreeg tevens de titel van primaat van Afrika. In 1882 werd hij door paus Leo XIII kardinaal gecreëerd.

## Antislavernij
Lavigerie werd geconfronteerd met de slavenhandel die gans Afrika teisterde.
In 1888, gesteund door paus Leo XIII, ondernam hij een grote campagne in Europa, die uitmondde in de ondertekening in 1890 van de Conventie van Brussel, die de slavenhandel veroordeelde en de middelen aangaf om ertegen te strijden.

## Republikein
Toen de Franse samenleving niet alleen republikeins werd maar ook in grotere mate antiklerikaal, bleef Lavigerie nadrukkelijk aanwezig in het publieke debat en was zelfs kandidaat voor de wetgevende verkiezingen in 1871.
Toen de crisis tussen kerk en staat in Frankrijk groeide, kwam hij bij herhaling tussen in het debat. Hij bewerkte dat de katholieken, hoofdzakelijk monarchisten, zich bij de republiek aansloten.

## Na zijn dood
Lavigerie werd begraven in de Kathedraal van Saint-Louis in Carthago waar een grafmonument werd opgericht. Later werd zijn stoffelijk overschot naar Rome overgebracht.
In 1925 werd een standbeeld van hem opgericht in het centrum van Tunis. Er kwam protest vanwege de bevolking, omdat dit beeld in de nabijheid van de grote moskee werd geplaatst. Na de onafhankelijkheid van Tunesië werd het standbeeld weggehaald.

## Trivia
In het Nederlandse Boxtel, waar een klooster van de Witte Paters gevestigd was, bestond sinds de jaren 50 een scoutinggroep die vernoemd was naar kardinaal Lavigerie. De groep ging in 2000 op in Scouting Boxtel.

## Publicaties
- Essai sur l'école chrétienne d'Edesse, Parijs, 1850
- Bibliothèque pieuse et instructive à l'usage de la jeunesse chrétienne (verschillende bijdragen van zijn hand), Parijs, 1853
- Exposé des erreurs doctrinales du Jansénism, Parijs, 1858
- Decreta concilii provincialis Algeriensis in Africa, 1873
- Œuvres choises, Parijs, 1884
- Documents pour la fondation de l'æuvre antiesclavagiste, St. Cloud, 1889